# Nave dei folli (allegoria)

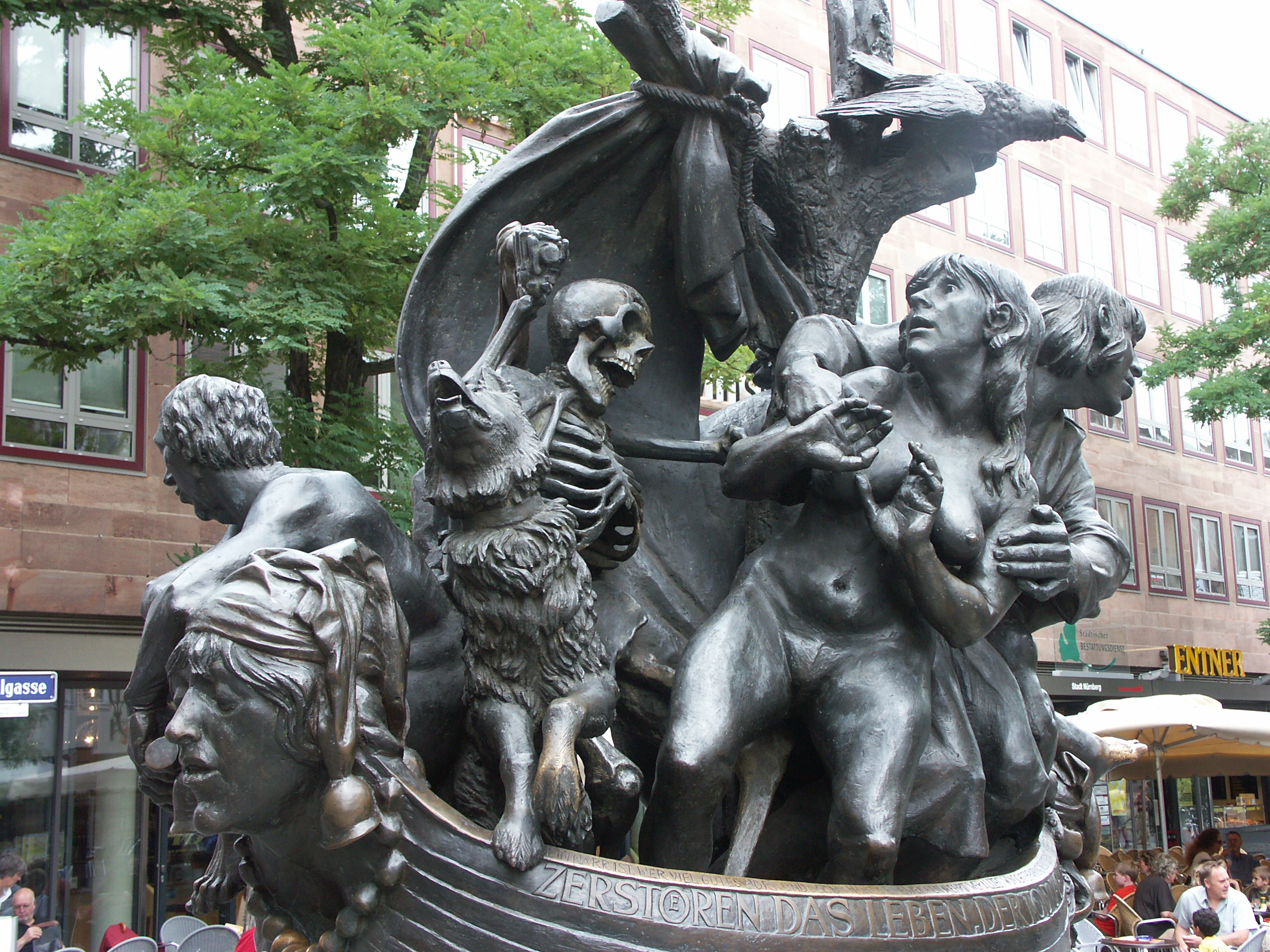
La statua di Norimberga rappresentante la nave dei folli.

La nave dei folli (in latino Stultifera Navis; in tedesco Das Narrenschiff) è un'allegoria apparsa per la prima volta nel libro VI della Repubblica di Platone. L'allegoria descrive una nave con un equipaggio che agisce in modo dissennato. Nella sua versione originale, essa ha lo scopo di rappresentare i problemi che possono sorgere in un sistema politico non basato sulla conoscenza; in seguito, essa ha acquisito significati diversi a seconda del contesto di riferimento, soprattutto in senso satirico.

## In Platone
L'allegoria della nave dei folli appare nel libro VI della Repubblica, all'interno del dialogo fra Socrate e Adimanto. Adimanto osserva che Socrate è caduto in un'apparente contraddizione: benché sia d'accordo che i filosofi siano inutili per la città, sostiene contemporaneamente che solo i filosofi possano governarla correttamente. Per spiegare la propria posizione, Socrate chiede ad Adimanto di immaginare una nave il cui capitano, pur essendo più alto e forte di tutti gli altri marinai, è mezzo sordo, mezzo cieco e ignorante in quanto a navigazione. Su questa nave, i marinai pregano a turno il capitano di essere nominati timoniere, cercando di convincerlo delle proprie capacità e uccidendo i propri rivali; chiunque sia nominato timoniere, però, dopo aver stordito il capitano con sonniferi o alcolici, si appropria del comando della nave e passa il tempo a gozzovigliare e favorire i propri amici, mentre il vero timoniere viene deriso da tutti i marinai.
Nella versione originale dell'allegoria, il capitano forte, ma cieco e sordo, rappresenta il popolo ateniese, mentre i marinai sono i demagoghi, che dopo aver ingannato il popolo utilizzano il potere ricevuto per i propri fini. Il vero timoniere è il filosofo che, pur essendo l'unico in grado di guidare la nave correttamente, viene messo in disparte e considerato inutile. 
Socrate conclude spiegando ad Adimanto che è il popolo a doversi rivolgere ai filosofi per essere governato, e non il contrario, proprio come è compito del capitano chiedere al vero timoniere di prendere il comando della nave.

## Nell'arte successiva

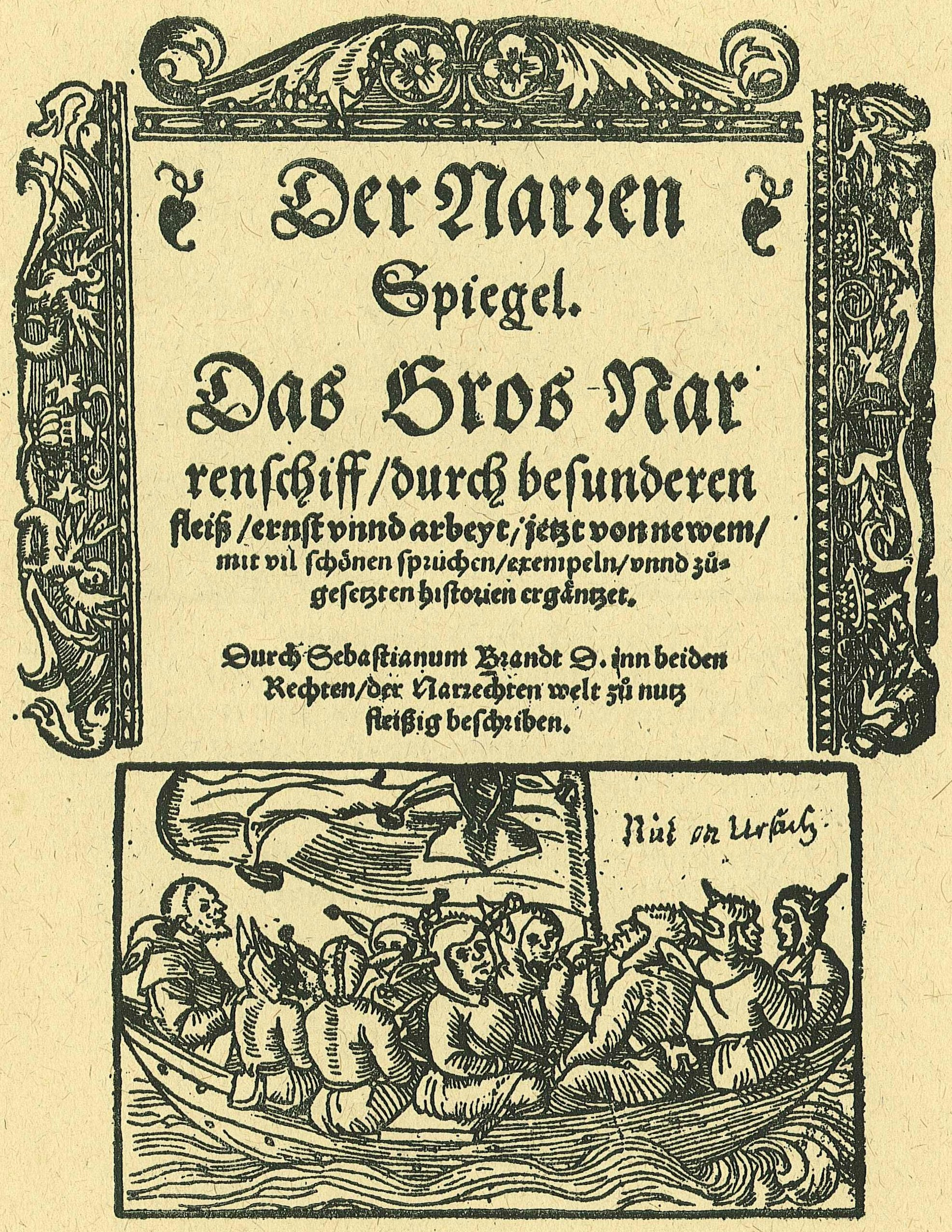
La copertina dell'edizione tedesca di La nave dei folli, di Sebastian Brant, del 1519.

Le rappresentazioni della nave dei folli conobbero fortuna specialmente nei territori di lingua tedesca dopo la pubblicazione, nel 1494, del libro La nave dei folli, opera satirica del tedesco Sebastian Brant. L'opera di Brant divenne anche l'ispirazione per un noto dipinto di Hieronymus Bosch intitolato per l'appunto Nave dei folli. In diverse composizioni artistiche e letterarie del XV e del XVI secolo, il motivo della nave dei folli fungeva anche da parodia dell'allegoria della Chiesa cattolica come "arca della salvezza".
Una "complessa satira politica", riprodotta a stampa almeno sette volte diverse nel corso del XV secolo, raffigura Papa Paolo II e l'imperatore Federico III d'Asburgo che, indossando solo le mutande e le loro corone (rispettivamente la tiara papale e la corona del Sacro Romano Impero), lottano in cima all'albero maestro di una nave. Veniva così raffigurata allegoricamente la disputa politica fra i due sorta fra 1468 e 1469.
Dopo la riforma protestante, alcune raffigurazioni della nave dei folli iniziarono ad essere usate come strumento di ridicolo reciproco fra protestanti e cattolici. Ad esempio, una illustrazione xilografica ad un'edizione del 1584 del libro di Brant mostra una nave dei folli ribaltata, su cui è seduto l'Anticristo, mentre in primo piano San Pietro, su una barca più piccola, conduce a riva in sicurezza un gruppo di fedeli ben vestiti.
La nave dei folli è stata oggetto di rappresentazione anche nel XX secolo, diventando il titolo di numerosi libri e canzoni. In alcune città tedesche sono state costruite sculture pubbliche raffiguranti lo stesso tema, come una fontana costruita a Norimberga da Jürgen Weber negli anni '80, un gruppo scultoreo costruito nel 2004 a Neuenburg am Rhein, una fontana a Colonia e una statua raffigurante la nave naufragata a Bräunlingen.